# Poetry slam

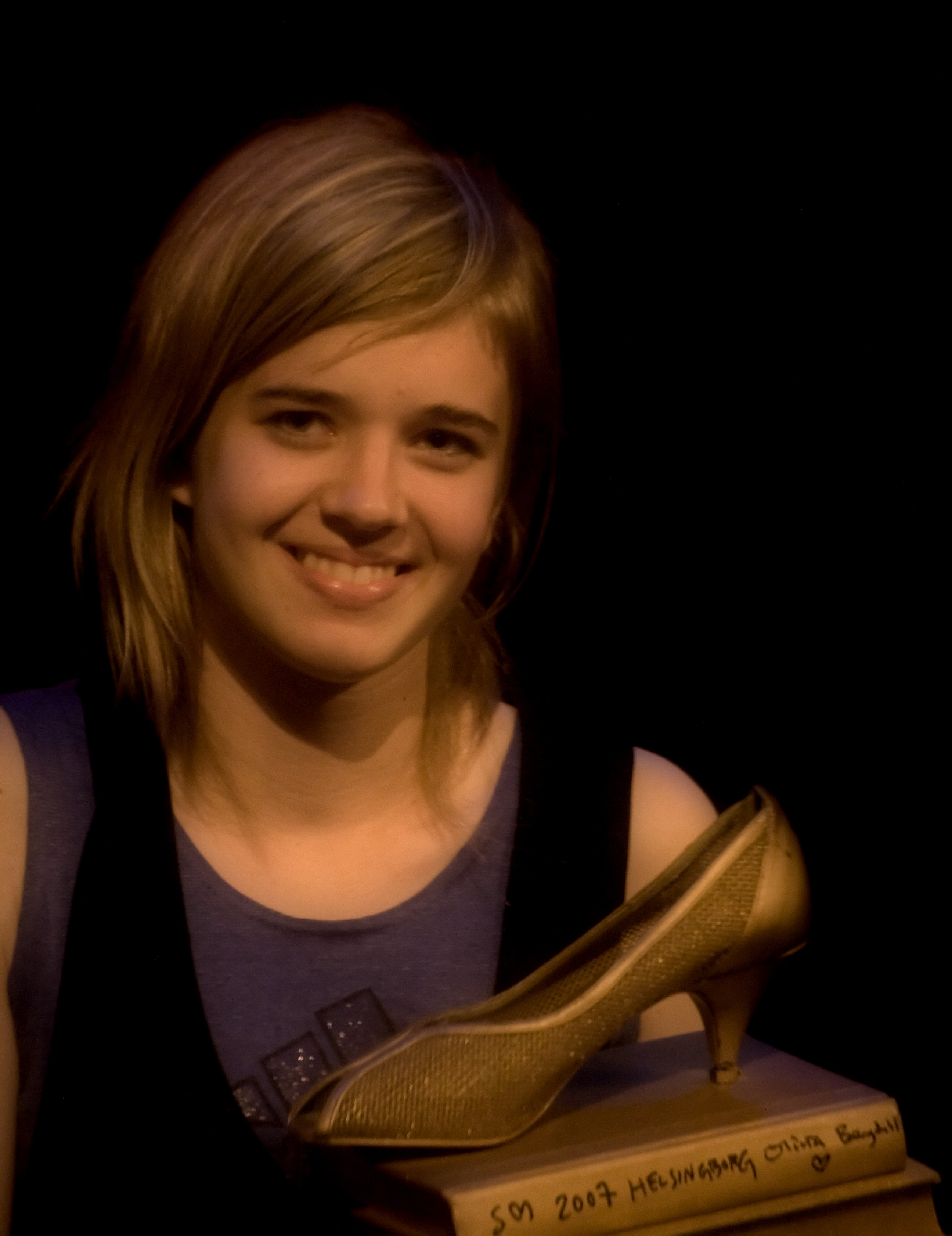
Laura Wihlborg, SM-vinnare 2008

Poetry slam (även slampoesi) är en tävlingsform i estradpoesi, som uppstod i USA 1984. En tidig popularisator av tävlingsformen var poeten Marc Smith, med arrangemang 1986 på jazzklubben The Green Mill i Chicago. 1990 arrangerades de första amerikanska mästerskapen. Stockholmspoeten Erkki Lappalainen introducerade 1995 poetry slam i Sverige.

## Regler för poetry slam[3]
Dikterna skall vara originaltexter framförda av poeten själv inom en tidsram av tre minuter (och nio sekunder). Tidsövertramp (från och med 3:10) ger minuspoäng. Texten skall framföras utan rekvisita, musikinstrument eller andra effekter.
Juryerna består av tre eller fem jurygrupper, där en person kan vara en jurygrupp. Dessa är frivilliga från publiken och ger poäng för texten och framförandet. Varje jurymedlem kan ge mellan 0,0 och 10,0 poäng. Om det finns fem jurygrupper stryks lägsta och högsta poängtalet, resterande tre räknas ihop och detta blir det individuella resultatet för framträdandet. Om det endast finns tre jurygrupper, räknas samtliga poäng.

## I Sverige
År 1990 arrangerades de första amerikanska mästerskapen. Stockholmspoeten Erkki Lappalainen introducerade 1995 poetry slam i Sverige. Sedan 1997 arrangeras årligen svenska mästerskap i poetry slam, dels som lagtävling där olika orter representeras av lag på fyra personer, dels som individuell tävling. SM arrangeras numera alltid under Kristi himmelsfärdshelg i maj.

### Lagtävling i poetry slam
I Sverige finns det flera lagtävlingar, bland andra Ordfront Poesicup i Stockholm (1999–2002), Hagströms hink i Borås, Mumbai Poetry Slam, Ordkrig och SM i poetry slam. SM i poetry slam är den största.
Lagen till SM i poetry slam tas ut genom kvaltävlingar på olika orter runtom i landet. Vinnarna i kvaltävlingarna, fyra personer, bildar lag och representerar orten på kommande års SM i poetry slam. Lagmedlemmarna måste inte vara från orten.
För att kunna tävla som lag måste man ha åtminstone ett teampiece.

#### Svenska lagmästare
- 1997 – Hállin Poetry Team: Eva Leandersson, Geta Lööf, Irène Karlbom och Stefan Hjalmarsson
- 1998 – Hállin Poetry Team: Geta Lööf, Irène Karlbom, Ann Mari Valsten och Linus Andersson
- 1999 – Rinkeby Slam Team: Johan Nordgren, Matilda Nyberg, Jasim Mohamed och István Molnár
- 2000 – Halland: Andreas Lång, Geta Lööf, Hans Hansen och Ockie Nidsjö
- 2001 – Slam Café Stockholm: Jimmy Eriksson, Daniel Boyacioglu, Naima Chahboun och Johan Nordgren
- 2002 – Malmö: Albin Balthasar, Per Alvsten, Kristian Hallberg, Niklas Åkesson
- 2003 – Södra Norrland: Ingela Wall, Anna Kahlmeter, Kabina Karlsson och Margareta Hammar
- 2004 – Rinkeby Slam Team: Ingela Wall, Özgur Kibar, Naima Chahboun och Jerry Steele
- 2005 – Malmö: Albin Balthasar, Marie Petterson, Rauli Sulanko, Niklas Åkesson
- 2006 – Gävle: Ingela Wall, Oskar Hanska, Isak Jansson och Hans Carstensen
- 2007 – Malmö: Lovisa Eklund, Laura Wihlborg och Daniel Bernhoff
- 2008 – Stockholm: Kajsa Bohlin, István Molnár, Laura Wihlborg och Isak Jansson
- 2009 – Södermalm: Johan Nordgren, Hedy Aliyar, Malin Jakobsson och Marcus Priftis
- 2010 – Malmö: Rijal Mbamba, Josef Hoffert, Vilska Lindgren och Lovisa Appelqvist
- 2011 – Malmö: Josef Hoffert, Moa Persdotter, Albin Balthasar och Oscar Johansson
- 2012 – Malmö (Moriska Paviljongen): Lovisa Appelqvist, Alice Ruth, Linn "Bob Katt" Pettersson och Yolanda Bohm
- 2013 – Göteborg: Nino Mick, Anton Höber, Olivia Bergdahl och Siri Björkström
- 2014 – Malmö: Maria Maunsbach, Albin Balthasar, Peder Isak och Nils Holmström
- 2015 – Stockholm Förenade Förorter: Simon Matiwos, Elise Ekmen, Sabrina Ibenjellal och Per Buténas
- 2016 – Norge: Sofia Knudsen Estifanos, Evelyn Rasmussen Osazuwa, Marius Abrahamsen och Taro Vestøl Cooper
- 2017 – Norge: Marius Abrahamsen, Sofia Knudsen Estifanos, Taro Vestøl Cooper och Fredrik Martinsen
- 2018 – Det nya gardet: Hanna Emilia Haag, Saga Hedberg, Josefin Şîlan Karlsson
- 2019 – Malmö Vår: Linn Jornbeck, Simone Ljungkvist, Marcus Ander Andersson och Amanda Gardfors Granberg
- 2022 – Malmö: Malin Gustavsson, Peder Isak, Conrad Luckett och Samuel Tallkil
- 2023 – Uppsala: Emma Bergman, Elin Hjert, Astrid Rimm och Ingrid Stenlund
- 2024 – Malmö: Marcus Ander Andersson, Sanna Hedlund, Alexander Pettersson och Conrad Luckett
- 2025 – Lavskriket: Linnéa Kero, Raymond Stokki och Anna Caruin

### Sidogrenar i poetry slam
Förutom den individuella och lagtävlingen finns även andra grenar inom poetry slam. Exempel på grenar som förekommit i SM-sammanhang är triathlon (en dansare, en musiker och en poet), röst och rörelse (där samspelet mellan text och kroppsrörelser bedöms), improesi (improviserad poesi), trubadurslam (sång till stränginstrument) och ljudpoesi (poesi utan begripliga ord).

### Svenska mästerskap
Hittills har SM genomförts i följande orter:

- 1995 – Falkenberg
- 1997 – Stockholm
- 1998 – Halmstad
- 1999 – Umeå
- 2000 – Borås
- 2001 – Rinkeby
- 2002 – Umeå
- 2003 – Malmö
- 2004 – Avesta
- 2005 – Göteborg
- 2006 – Sala
- 2007 – Helsingborg
- 2008 – Halmstad
- 2009 – Norrköping
- 2010 – Uppsala
- 2011 – Visby
- 2012 – Göteborg
- 2013 – Malmö
- 2014 – Umeå
- 2015 – Stockholm
- 2016 – Uppsala[4]
- 2017 – Göteborg
- 2018 – Jönköping
- 2019 – Malmö
- 2022 – Jönköping
- 2023 – Uppsala
- 2024 – Malmö
- 2025 – Luleå

Triathlonvinnare
- 2007 – S.T.I.C.S[5]

#### Individuella svenska mästare
- 1995 – Bob Hansson
- 1997 – Solja Krapu-Kallio
- 1998 – Solja Krapu-Kallio
- 1999 – Iréne Karlbom Häll
- 2000 – Rainer Ellilä
- 2001 – Daniel Boyacioglu, Niklas Åkesson (delat guld)
- 2002 – Daniel Boyacioglu
- 2003 – Emil Jensen[6]
- 2004 – Emil Jensen, Kung Henry (delat guld)
- 2005 – Kalle Haglund
- 2006 – Stefan Bittera aka Thom Kiraly
- 2007 – Olivia Bergdahl
- 2008 – Laura Wihlborg
- 2009 – Oskar Hanska
- 2010 – Niklas Mesaros
- 2011 – Tobias Erehed
- 2012 – Niklas Mesaros
- 2013 – Nino Mick
- 2014 – Tswi Hlakotsa
- 2015 – Simon Matiwos
- 2016 – Josefin Şîlan Karlsson
- 2017 – Frej Haar
- 2018 – Mattias Hammarström
- 2019 – Andra Anna
- 2022 – Malin Gustavsson
- 2023 – Olle Sundström
- 2024 – Ingrid Stenlund
- 2025 – Wilma-Saga Persson